# Công tước xứ Hamilton
Công tước xứ Hamilton (tiếng Anh: Duke of Hamilton) là một tước hiệu thuộc Đẳng cấp quý tộc Scotland, được tạo ra vào tháng 4 năm 1643. Đây là công tước cao cấp nhất trong các tước hiệu tương đương (ngoại trừ Công tước xứ Rothesay do con trai cả của quân chủ Anh nắm giữ), và do đó, người nắm giữ nó là người ngang hàng hàng đầu của Scotland, đồng thời là người đứng đầu của cả Nhà Hamilton và Nhà Douglas. Tước hiệu được lấy theo thị trấn Hamilton ở Lanarkshire, Scotland, và nhiều nơi trên thế giới được đặt theo tên các thành viên của gia đình Hamilton. Họ của gia đình công tước, ban đầu là "Hamilton", bây giờ là "Douglas-Hamilton". Kể từ năm 1711, tước vị Công tước xứ Hamilton đã được hợp nhất cùng với Công tước xứ Brandon trong Đẳng cấp quý tộc Đại Anh, và các công tước kể từ thời điểm đó được phong là Công tước xứ Hamilton và Brandon, cùng với một số tước hiệu phụ khác.
Người đầu tiên được phong Công tước xứ Hamilton chính là James, Hầu tước thứ 3 xứ Hamilton, một nhà quý tộc Scotland có ảnh hưởng chính trị rộng rãi trong suốt Chiến tranh Ba Mươi Năm và Chiến tranh Ba Vương quốc. Tước vị được truyền đến tận ngày nay đã là đời Công tước thứ 16.

## Công trình trích dẫn
- Hesilrige, Arthur G. M. (1921). Debrett's Peerage and Titles of courtesy. 160A, Fleet street, London, UK: Dean & Son. tr. 435.{{Chú thích sách}}:  Quản lý CS1: địa điểm (liên kết)
- Burke's Peerage and Baronetage. Quyển 106. 1999. tr. 1742–1748.
- Marshall, Rosalind K. (1974). The Days of Duchess Anne, Life in the Household of the Duchess of Hamilton 1656–1716. Edinburgh years=1974, 2000}: St. Martin's Press. ISBN 1862321116. archive.org{{Chú thích sách}}:  Quản lý CS1: địa điểm (liên kết)
- A history of the house of Douglas from the earliest times down to the legislative union of England and Scotland. Quyển 1, 2. 217, Picadilly w, London: Freemantle & co. 1902. ISBN 1142332098. Sir Herbert Maxwell{{Chú thích sách}}:  Quản lý CS1: ngày tháng và năm (liên kết) Quản lý CS1: địa điểm (liên kết)